# September Tapes
September Tapes er en amerikansk thriller fra 2004, der er indspillet som en dokumentarfilm, i samme stil som Blair Witch Project. Filmen er instrueret af Christian Johnston.

## Plot
Sammen med tolken, Wali Zarif, og kameramanden, Sunil, tager Don Larson til Afghanistan for at finde Osama Bin Laden, der er beskyldt for at stå bag terrorangrebene den 11. september 2001. Efter Larson har lavet researche i Afghanistan, finder han ud af, at angrebene var et resultat af USA's udenrigspolitik. Under rejsen møder Don Larson bl.a. modstand fra politiet, Al-Qaeda og selv Wali, der mener Don Larson går over grænsen på mange områder. I sin søgen efter verdenens mest eftersøgte mand, rejser Larson sammen med dusørjægeren, Barbak Ali, mod Pakistans grænse, selvom Don Larson ved, at der er en dusør på en hver hvid mand. Men Larson har sine grunde.